# Ярославка (Єсільський район)
Яросла́вка (каз. Ярославка) — село у складі Єсільського району Акмолинської області Казахстану. Входить до складу Красивинського сільського округу.
Населення — 214 осіб (2021; 362 у 2009, 682 у 1999, 998 у 1989).
Національний склад станом на 1989 рік:
- українці — 26 %;
- росіяни — 23 %;
- німці — 21 %.